# G2 Esports
G2 Esports (viết tắt G2), là một tổ chức thể thao điện tử châu Âu có trụ sở tại Berlin, Đức với những đội tuyển chuyên nghiệp thi đấu trong các tựa game như là Liên Minh Huyền Thoại, Counter-Strike 2, Call of Duty: Modern Warfare 3, Fortnite, Rocket League, Rainbow Six Siege, Sim Racing và gần đây nhất là Valorant. Đội tuyển thể thao điện tử này được thành lập vào ngày 24 tháng 2 năm 2014 bởi cựu tuyển thủ Liên Minh Huyền Thoại Carlos "ocelote" Rodríguez Santiago và nhà đầu tư Jens Hilgers.
Đội Liên minh huyền thoại của G2 thi đấu trong League of Legends EMEA Championship (LEC), giải đấu danh giá nhất của Liên minh huyền thoại ở Châu Âu. Đội đã giành được 11 danh hiệu quốc nội ở Châu Âu, nhiều nhất so với bất kỳ tổ chức nào và trở thành đội phương Tây duy nhất vô địch MSI vào năm 2019.
Đội Rainbow Six Siege của G2 thi đấu tại European League (EUL), giải đấu danh giá nhất của Rainbow Six Siege ở Châu Âu. Đội đã giành được hai chức vô địch thế giới. Lần đầu tiên vào năm 2019 bằng cách đánh bại Team Empire tại trận chung kết Six Invitational 2019 và lần thứ hai tại Six Invitational 2023 sau khi lọt vào vòng chung kết ở nhánh thua.
Đội CS:GO đã thắng 22 bản đồ liên tiếp, trở thành chuỗi trận thắng bản đồ thi đấu LAN dài thứ hai trong CS:GO.

## Liên Minh Huyền Thoại

### G2 Esports

#### Lịch sử
Gamers2 đã bắt đầu tham gia bộ môn Liên Minh Huyền Thoại vào năm 2014 với đội hình ban đầu gồm người đi đường trên Jesper "Jwaow" Strandgren, người đi rừng Sebastián "Morden" Esteban Fernández, người đi đường giữa Carlos "Ocelote" Rodríguez, xạ thủ Soler "Yuuki60" Florent và hỗ trợ Hugo "Dioud" Padioleau
G2 đã tham gia Giải đấu Mở rộng mùa xuân, họ đánh bại Reason Gaming trong trận đấu xếp hạt giống và Strix ở Vòng 1. G2 đã bị loại khỏi giải đấu ở Vòng 2 sau khi bị n!faculty đánh bại.
Gamers2 đổi tên thành G2 Esports sau khi đủ điều kiện tham dự giải LCS Châu Âu Mùa Xuân 2016.
G2 Esports cũng có một đội chị em ở Tây Ban Nha thi đấu tại EU Challenger Series, được gọi là G2 Vodafone, đại diện cho nhà tài trợ Vodafone của họ. Họ đã đủ điều kiện tham dự Vòng loại Mùa hè Challenger Series 2016 của EU, nhưng không đủ điều kiện tham gia CS Châu Âu. Họ cũng đã vô địch Giải mùa xuân 2016 của Tây Ban Nha.
G2 Esports đã không đủ điều kiện tham dự LCS ba mùa giải liên tiếp.
Đội đã đứng thứ nhất trong mùa giải Challenger Series. Sau đó, họ đứng thứ 2 trong vòng loại trực tiếp, qua đó giành quyền tham dự LCS Châu Âu Mùa Xuân 2016. Gamers2 đủ điều kiện tham dự LCS bằng cách đánh bại SK Gaming với tỉ số 3–2.

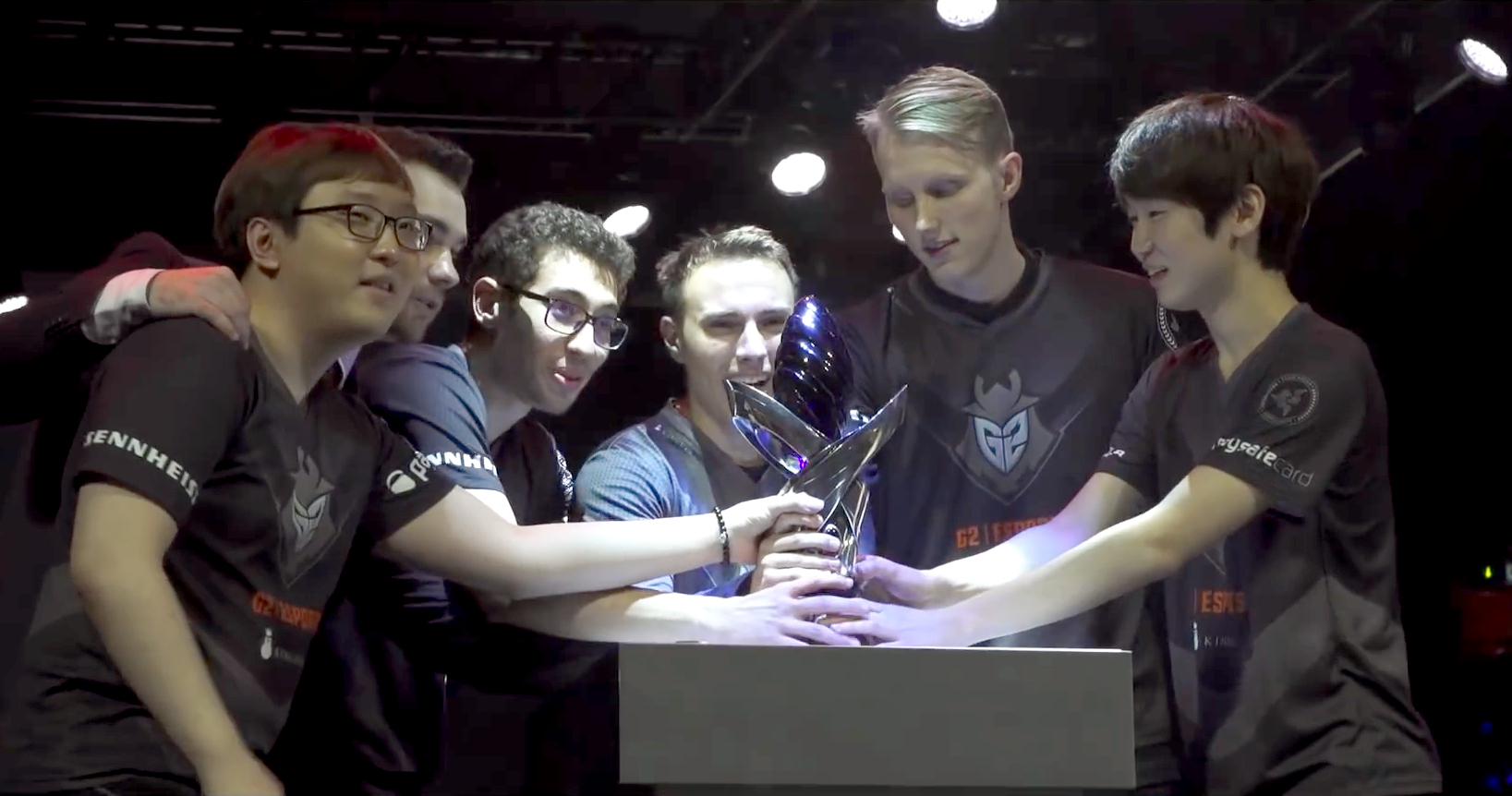
Đội hình G2 nâng cao cúp của giải đấu LCS Châu Âu Mùa Hè 2016

G2 kết thúc LCS Châu Âu Mùa Xuân 2016 với vị trí thứ nhất. Ở vòng loại trực tiếp, họ đã đánh bại Fnatic trước khi vô địch LCS Châu Âu 2016 tại Rotterdam sau khi đánh bại Origen. Điều này cũng có nghĩa là G2 đã đủ điều kiện tham dự giải đấu MSI 2016 tại Thượng Hải, Trung Quốc. G2 sẽ đại diện cho Châu Âu thi đấu với 5 đội khác. Tuy nhiên, trong những tuần trước giải đấu, họ đã có một kỳ nghỉ và đến giải đấu mà không chuẩn bị trước. Vì vậy, G2 đã thua 8 trong số 10 trận, hai trận thắng duy nhất trước hạt giống có thứ hạng thấp nhất ở giải đấu là SuperMassive đến từ Thổ Nhĩ Kỳ. Điều này cũng khiến giải đấu LCS Châu Âu mất vị trí hạt giống số 1 cho Chung kết thế giới 2016 cuối năm đó.
G2 đã thể hiện tốt trong năm 2018 và tiến xa hơn nhiều tại Chung kết thế giới 2018 so với mong đợi đối với một đội được coi là yếu thế, lọt vào đến Bán kết. G2 đã để thua nhà vô địch thế giới năm đó Invictus Gaming ở bán kết. Something the G2 team of 2018 was known for was unconventional picks in the bot lane; their AD carry Hjarnan was a rare Heimerdinger player.
G2 đã cải tổ lại đội hình của họ cho mùa giải 2019, giải phóng bộ đôi đường dưới Hjarnan và Wadid, đồng thời ký hợp đồng với Mikyx với tư cách hỗ trợ mới và mua Caps làm người đi đường giữa mới từ đối thủ trong khu vực, Fnatic. Vì khi đó G2 có hai người đi đường giữa nên Perkz được cử xuống đường dưới, đổi vai trò thành xạ thủ. G2 đã trở thành đội đầu tiên lên ngôi vô địch sau khi giải đấu LCS Châu Âu đổi tên thành LEC vào ngày 14 tháng 4 năm 2019, trong chiến thắng 3–0 trước Origen.

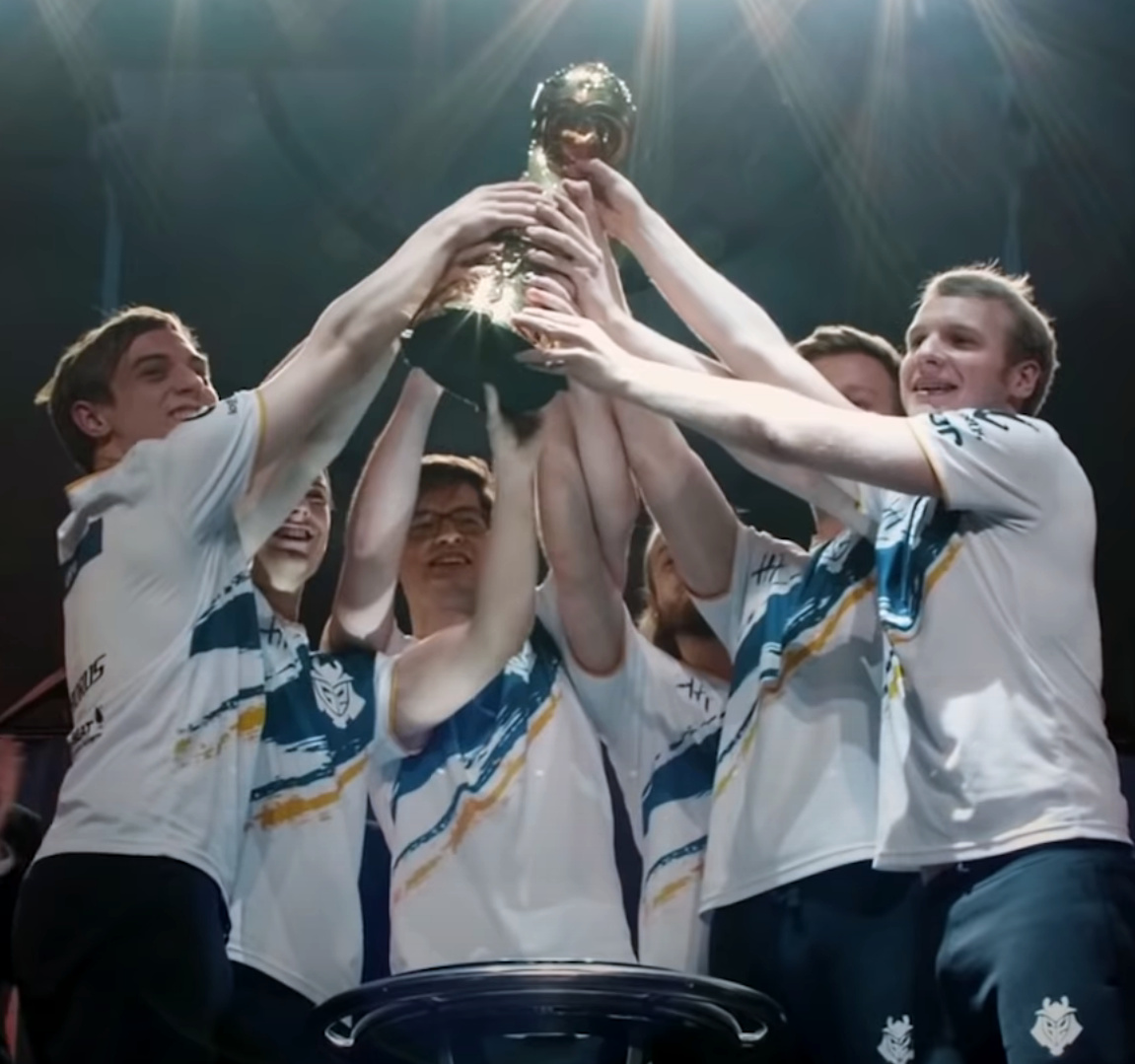
G2 nâng cúp MSI 2019

Sau khi quét sạch Team Liquid đến từ Bắc Mỹ với tỷ số 3–0 trong trận chung kết của MSI 2019, G2 đã trở thành đội châu Âu đầu tiên vô địch một giải đấu quốc tế do Riot tài trợ kể từ khi Fnatic vô địch Chung kết thế giới 2011.  Họ đã về nhất ở mùa giải LEC Mùa Hè 2019 và sau đó đánh bại Fnatic 3–2 trong trận chung kết để giành danh hiệu quốc nội thứ sáu.
Tại Chung kết thế giới 2019, G2 về đích ở vị trí á quân, sau khi họ để thua đội đến từ Trung Quốc, FunPlus Phoenix trong trận chung kết.
Trong LEC Mùa Xuân 2020, Perkz và Caps đã hoán đổi vai trò cho nhau sau khi Perkz bày tỏ mong muốn được chơi lại đường giữa. G2 đã đứng đầu trong cả mùa giải, nhưng đã thua trận play-off đầu tiên trước MAD Lions, dẫn đến việc họ rơi xuống nhánh thua. Kể từ đó, đội đã thắng ba trận còn lại và cuối cùng giành chiến thắng ở mùa giải, giành chức vô địch thứ bảy và san bằng kỷ lục thuộc về Fnatic. Vào Mùa hè, G2 đã lọt vào vòng loại trực tiếp của LEC; họ thua Fnatic 3–2 trong trận chung kết nhánh thắng, nhưng đánh bại Rogue trong trận chung kết nhánh thua và sau đó đánh bại Fnatic trong trận tái đấu chung kết tổng với tỷ số 3–0 để giành chức vô địch. Tại Chung kết thế giới 2020, G2 đã lọt vào bán kết nhưng bị loại bởi nhà vô địch năm đó là Damwon Gaming của Hàn Quốc và kết thúc ở vị trí thứ 3/4.
G2 đã cải tiến đội hình của mình cho Mùa giải LEC năm 2021, đặc biệt là với việc trao đổi người đội trưởng lâu năm Perkz cho Cloud9 và mua lại Martin "Rekkles" Larson từ Fnatic. Trong khi G2 đứng đầu bảng xếp hạng của Giải mùa xuân 2021 với thành tích 14–4, họ đã không thể giành chiến thắng ở vòng loại trực tiếp, lần đầu tiên họ thua MAD Lions, và sau đó bị Rogue loại ở nhánh thua. Đội đã về đích ở vị trí thứ hai trong Giải mùa hè 2021, nhưng lại để thua MAD Lions ở vòng loại trực tiếp và bị đưa xuống nhánh thua. Ở đó, họ đối mặt với đội cũ của Rekkles và đối thủ lâu năm ở LEC là Fnatic, và bị đánh bại, loại G2 khỏi giải đấu. Kết quả là G2 không giành được một trong ba vị trí hạt giống của LEC tại Chung kết thế giới và năm 2021 đánh dấu năm đầu tiên G2 không đủ điều kiện tham dự Chung kết thế giới kể từ khi gia nhập LCS EU vào năm 2016.
Trong Mùa giải LEC 2022, G2 đã ra mắt Grabbz, Rekkles, Wunder và Mikyx. Dylan Falco và BrokenBlade được mua lại sau khi Schalke 04 Esports tan rã với tư cách là huấn luyện viên trưởng và người đi đường trên. Flakked và Targamas được mua lại và thăng hạng từ các giải đấu châu Âu không thuộc LEC cho đường dưới.  G2 kết thúc ở vị trí thứ tư trong mùa giải thường lệ của Giải Mùa Xuân với thành tích 11–7 và để thua Fnatic trong trận playoff vòng bảng đầu tiên của họ. Tuy nhiên, họ tiếp tục giành chiến thắng ở nhánh thua, đánh bại Vitality, Misfits, Fnatic khi tái đấu và Rogue và tỉ số các trận đấu đều là 3–0.  Điều này đủ điều kiện để họ trở thành đại diện LEC tại MSI 2022. Ở đó, G2 bước đầu đã thể hiện mạnh mẽ, quét sạch ORDER và Evil Geniuses ở vòng bảng, đồng thời có khởi đầu mạnh mẽ với tỷ số 4–0 ở giai đoạn "Hỗn Chiến" (Rumble Stage). Tính cả vòng loại trực tiếp LEC, G2 đã có chuỗi 24 trận toàn thắng. Tuy nhiên, kỷ lục này đã bị phá vỡ khi họ để thua PSG Talon, và G2 kết thúc giai đoạn Hỗn Chiến với tỉ số 5–5. Thành tích đó giúp họ đủ điều kiện vào bán kết, nhưng G2 đã bị đại diện LCK là T1 đánh bại với tỉ số 3–0. Sau khi bị loại khỏi Chung kết thế giới, Jankos tiết lộ sẽ chia tay tổ chức G2 Esports, chấm dứt mối quan hệ hợp tác 5 năm với đội.
Vào ngày 1 tháng 9 năm 2022, G2 đã công bố một đội Liên minh huyền thoại bao gồm các tuyển thủ nữ có tên là G2 Hel.
G2 đã cải tiến đội hình của mình một lần nữa cho mùa giải LEC 2023, G2 ký hợp đồng với Yike từ LDLC OL và Hans Sama từ Team Liquid. Mikyx cũng trở lại G2 từ Excel Esports. Họ đã dẫn đầu giải đấu từ vị trí thứ 4 ở mùa giải thường, sau đó họ tự tin khép lại vòng bảng với tỷ số 2-0 ở bảng B. Quản lý đội Raf đã thông báo rằng anh ấy đã chuyển từ bộ phận Liên minh huyền thoại sang CS: GO vào ngày 9 tháng 3. Mặc dù anh ấy nói rằng anh ấy sẽ ở cùng đội cho MSI. G2 Esports đã giành quyền vào Chung kết Mùa giải LEC 2023 với chiến thắng 3–1 trước Fnatic, đánh dấu danh hiệu quốc nội thứ hai trong năm sau chiến thắng tại LEC Mùa đông. Do đó, G2 Esports sẽ đại diện cho khu vực EMEA với tư cách là hạt giống số một tại Chung kết thế giới 2023. Tại Chung kết thế giới, G2 khởi đầu mạnh mẽ với chiến thắng trước Dplus KIA và Weibo Gaming với tỷ số 2-0 và cần thêm một chiến thắng nữa để vào vòng play-off. Tuy nhiên, G2 cuối cùng lại thua Gen.G, NRG Esports và sau đó bị loại bởi Bilibili Gaming. Bất chấp kết quả không tốt đó, G2 đã thông báo rằng họ sẽ không thực hiện bất kỳ thay đổi đội hình nào cho Mùa giải LEC 2024.

### G2 Hel
G2 Hel là đội Liên Minh Huyền Thoại bao gồm các tuyển thủ nữ, tham gia thi đấu các giải Liên Minh Huyền Thoại dành cho nữ và giới tính thứ 3, và là đội chị em với G2 Esports.

## Valorant

### G2 Esports

#### Lịch sử
G2 Esports tham gia thi đấu bộ môn Valorant vào tháng 6 năm 2020 và từ đó trở thành một trong những tổ chức châu Âu thành công nhất trong lĩnh vực trò chơi, giành chiến thắng trong mọi sự kiện Ignition Series trong khu vực. Hiện tại, đội tuyển Valorant G2 Esports đã chuyển sang thi đấu tại châu Mỹ, họ đang là 1 đội không phải thành viên và thi đấu tại giải đấu VCT khu vực châu Mỹ sau khi mua lại The Guard và suất thi đấu của họ.
Ngoài đội tuyển nam G2, tổ chức G2 Esports còn có 1 đội tuyển Valorant bao gồm các tuyển thủ nữ, tham gia thi đấu các giải Valorant dành cho nữ và giới tính thứ 3, có tên G2 Gozen. Năm 2022, G2 Gozen đã xuất sắc vô địch VCT Game Changers Championship, giải đấu được coi như "Chung kết thế giới" của Valorant dành cho nữ, sau khi đánh bại Shopify Rebellion GC với tỉ số 3-2.

### G2 Gozen
G2 Gozen là đội Valorant bao gồm các tuyển thủ nữ, tham gia thi đấu các giải Valorant dành cho nữ và giới tính thứ 3, và là đội chị em với G2 Esports.

## Counter-Strike 2

### G2 Esports

#### Lịch sử
G2 Esports tham gia thi đấu bộ môn Counter-Strike vào ngày 11 tháng 2 năm 2015 thông qua việc ký hợp đồng với đội hình cũ của ESC Gaming.